# Mototaxi

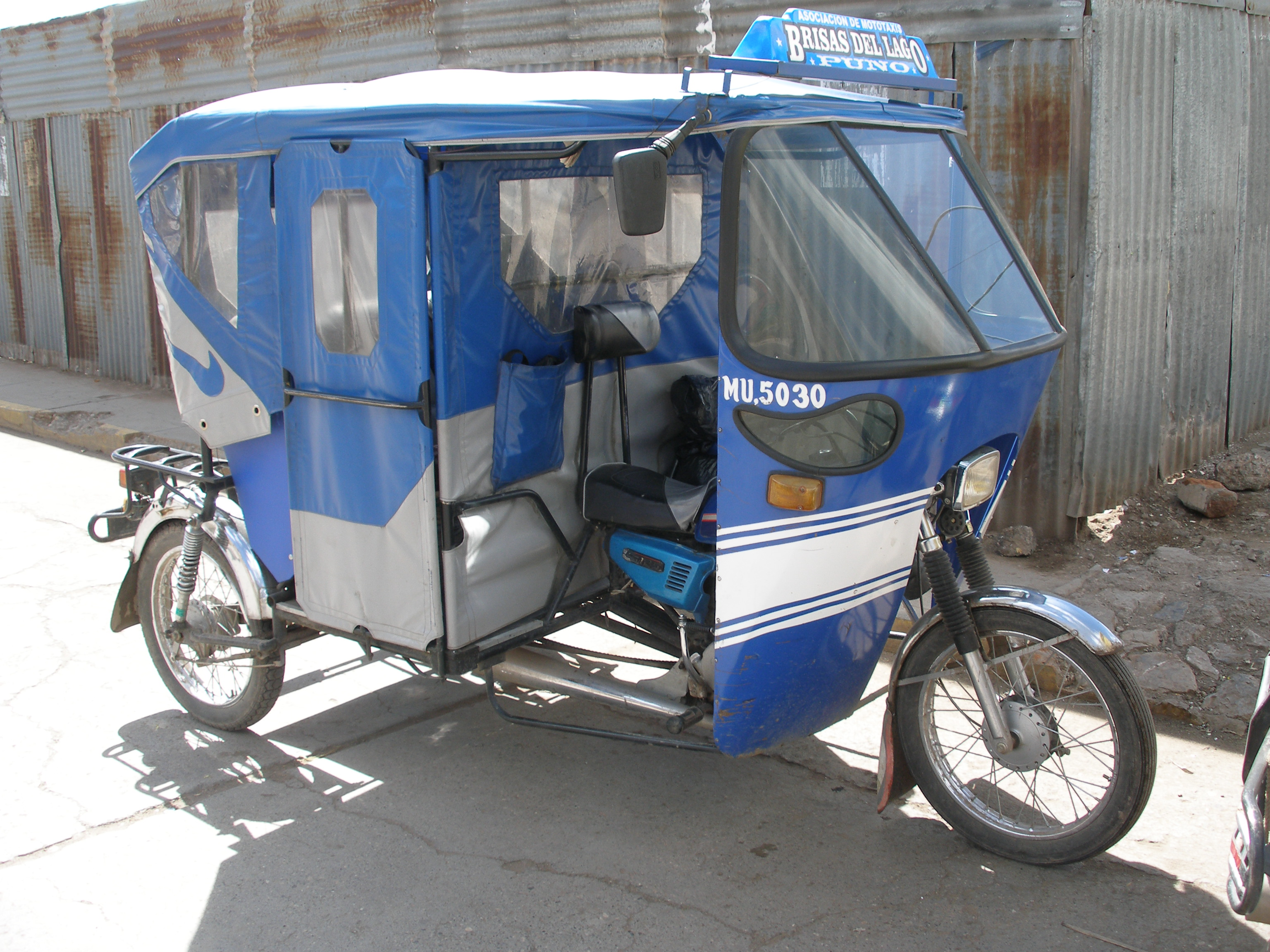
Mototaxi en Perú.

Un mototaxi es una "motocicleta de tres ruedas y con techo que se usa como medio de transporte popular para trechos cortos" a cambio de dinero de la misma forma que un taxi. Sin embargo, este término ha sido acuñado ya en más de 25 países, de diferentes lenguas, para significar el vehículo motocicleta (vehículo automóvil de 2 ruedas en línea), motocarro (vehículo de 3 ruedas, carrozado, con componentes mecánicos de motocicleta) o mototrailer (motocicleta adaptada con carroza trasera) destinado a la prestación del servicio de transporte público individual de pasajeros.

## Mototaxis por país

### Mototaxis en Europa
Los mototaxis empezaron a rodar hace unos 10 años[¿cuándo?] en Europa. La ciudad de Londres fue la primera capital europea en disponer de este servicio donde Sir Richard Branson tiene su propia compañía de mototaxis llamada Virgin Limobikes. Pero el país donde, sin duda, ha triunfado este servicio es Francia; los mototaxis llegaron hace ya casi 10 años y desde entonces no han parado de crecer tanto en número de mototaxis, como en usuarios y clientes. Hoy en día,[¿cuándo?] más de 600 mototaxis prestan servicio en la ciudad de París.[cita requerida]
El tipo de clientela en Europa es distinto al de otras regiones donde existe el servicio de mototaxi: sobre todo ejecutivos, hombres y mujeres de negocios que desean optimizar sus tiempos de desplazamientos.[cita requerida]
Los mototaxis europeos son, en general, motos grandes y lujosas con gran capacidad de carga. Los pilotos entregan a sus clientes el equipamiento necesario para que se suban a la moto: casco, chaqueta, guantes, etc.
Este popular servicio llegó a España en octubre de 2009, de la mano de la empresa madrileña Moto-City, que ha sido pionera en el servicio de mototaxi en España, también llamado transporte de personas en moto. Por su compromiso con el medio ambiente, Moto-City ha sido premiada por el Ayuntamiento de Madrid por ser la primera empresa madrileña en compensar sus emisiones de CO2, mediante el programa "Madrid Compensa".[cita requerida]
En marzo de 2010 se puso en marcha Moto-Wings Moto-Taxi Madrid, la primera compañía de España en ofrecer el servicio con motocicletas (no scooters) de gran cilindrada. Está especializada en empresas (consultoras, hoteles de lujo, grupos de televisión, etc.) donde sus clientes valoran la puntualidad en sus desplazamientos y la calidad del servicio.[cita requerida]
En octubre de 2012 la empresa MotoTaxi Low Cost empezó a brindar en Madrid el servicio de transporte de pasajeros y mensajería a bajo coste, siendo pionera de esta modalidad en España. Su llegada fue acompañada por una gran controversia por parte de los taxistas tradicionales que acusaron a la empresa de no cumplir con lo que dicta la ley sobre Transporte Público Urbano e Interurbano de Viajeros. En realidad, esa normativa no incluye en su regulación a los vehículos de tres o menos ruedas.[cita requerida]

### Mototaxis en América del Norte

#### Estados Unidos

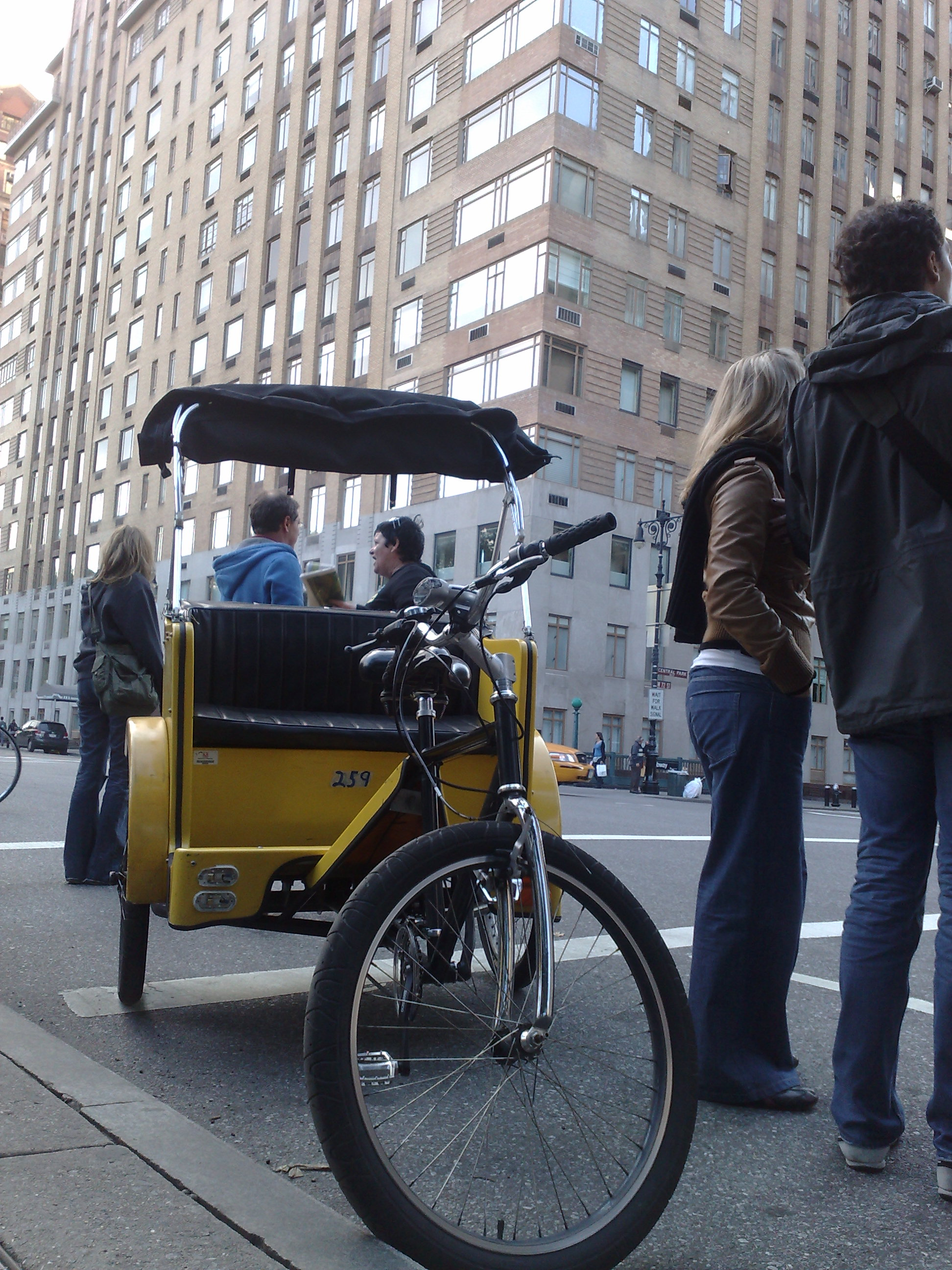
Mototaxi en Nueva York

los mototaxis y los bicitaxis, se han vuelto populares en los Estados Unidos con fines principalmente turísticos.  En ciudades como Nueva York o Boston donde se realizan recorridos en este medio de transporte.  El primer uso comercial conocido de bicitaxis y mototaxis en América del Norte ocurrió en 1962 en la Feria Mundial de Seattle y durante el año se ha ganado la reputación de ser un medio de transporte más seguro y respetuoso con el medio ambiente.
Moto Limos Club, un servicio de alquiler de motocicletas como taxi comenzó en California y la ciudad de Nueva York en 2011. Los pasajeros no podían parar las motocicletas en la calle;  en su lugar, se cobra una cuota anual de membresía individual o corporativa, más una tarifa por hora.  Los motociclistas experimentados, muchos ex motociclistas de la policía, transportaron clientes en Honda Gold Wings, y en California, pueden evitar la congestión del tráfico dividiendo los carriles.

#### México
Desde principios de la década de los noventa, los bicitaxis comenzaron a dar servicio de transporte, primero en el centro histórico y más tarde por toda la Ciudad de México. Este medio de transporte está presente también en la zona oriente del área metropolitana de la Ciudad de México (Ecatepec, Nezahualcóyotl, Chimalhuacán, Los Reyes La Paz, Chalco, Ixtapaluca, etc) ubicados principalmente en zonas humildes. Actualmente, en la Ciudad de México, hay más de 20,000 moto y bicitaxis que viven en condiciones laborales precarias, con bajos ingresos (59.18 dólares por semana), largas jornadas laborales (11.3 horas) y sin ninguna protección social. El 6.3% indica padecer alguna enfermedad, 49.5% refieren padecimientos osteomusculares y sólo 11.6% se encuentran afiliados a algún Sistema de salud.

### Mototaxis en América Central y del Sur

#### Colombia

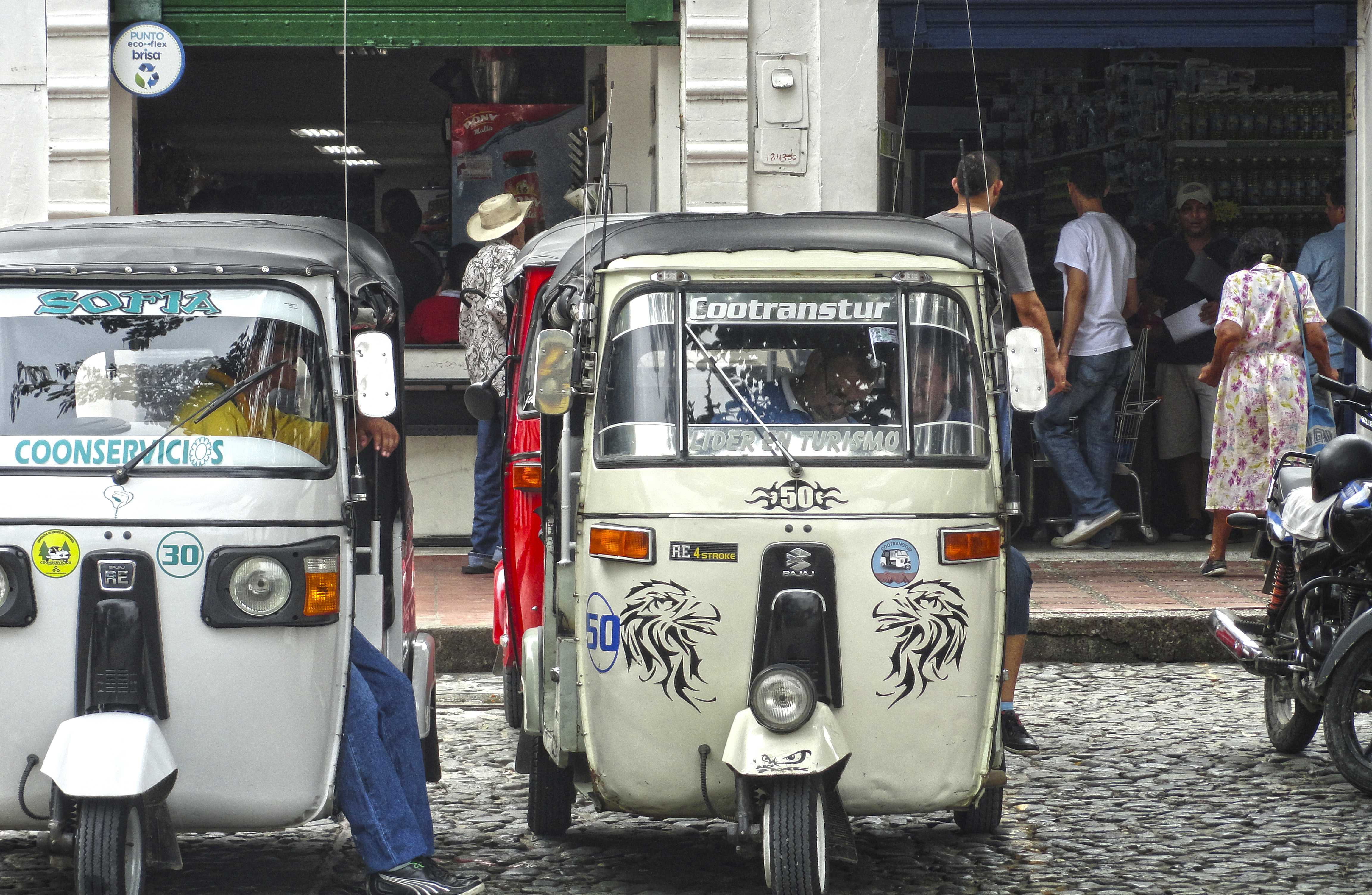
Mototaxis en Santa Fe de Antioquía.

Esta actividad, es muy común en las ciudades colombianas donde se hace presente un gran porcentaje de personas desempleadas, como son Cartagena, Barranquilla, Santa marta, Buenaventura, yumbo, Buga, Tuluá, Zarzal, Roldanillo, La Union, Sevilla, Cartago, La Victoria, Popayan, Piendamo Totoro, morales, santander de Quilichao, Florencia, Paujil, Puerto rico, Doncello, Cartagena del Chaira, San Vicente del Caguan, Pasto, Nariño, La Unión, Tumaco, Bucaramanga, Girón, Piedecuesta, florida blanca, Norte de Santander, Ocaña, Cúcuta, Neiva, Sanagustín, Garzón, La Plata, Sincelejo y Montería, pero su origen se dio en la ciudad de Lorica, Córdoba. De acuerdo con el Ministerio de Transporte y el Gobierno Nacional esta actividad es ilegal si se presta en motocicletas (2 ruedas) mas no si se presta en motocarros como el Bajaj RE cuya matrícula de servicio público es permitida en ciudades de menos de 50.000 habitantes.
Una acepción particular, para el caso colombiano, se encuentra en la palabra mototaxismo, que se aplica al fenómeno surgido a partir de la utilización masiva del mototaxi en la mayoría de los municipios del país.
Este fenómeno nació Santa Cruz de Lorica en el corregimiento de Mata de Caña y se extendió a corregimientos vecinos como Los Morales, El Carito, Los Gómez y Cotorra (actualmente municipio), ubicados a 35 kilómetros al norte de la capital del departamento de Córdoba, Montería, en el año de 1980.
Surge por la necesidad que tenían los moradores de estas poblaciones en desplazarse hasta la carretera que comunica a las ciudades de Montería y al casco urbano de la localidad. La práctica se masificó en los corregimientos más distantes como en el caso de Cotorra, que se encuentra aproximadamente 4.5 kilómetros de la carretera por donde transita el servicio de transporte público intermunicipal. Al poco tiempo en Lorica, se tomó como transporte urbano.
El Mototaxismo como transporte personalizado en motocicleta se caracteriza por abrigar varias actividades laborales, como mensajería, domicilios, cobro puerta a puerta, y desde el 9 de junio de 2011 el Ministerio del Trabajo acepta la creación del Sindicato Único Nacional de Mototrabajadores de Colombia, de sigla, SUNMCOL con Personería Jurídica 017, de carácter gremial, de primer grado, con 31 seccionales en diez departamentos, como referente de los mototrabajadores identifica (5) puntos para construir Identidad y defensa del derecho al trabajo digno así:
1.	Reconocimiento político-sindical como clase informal alternativa de los mototrabajadores. 
2.	Trabajar por una reforma al código de tránsito. Reforma urbana, estatuto del trabajo.
3.	Rescate y defensa del territorio urbano rural y sus organizaciones comunitarias.
4.	Reivindicar y desarrollar nuestros derechos constitucionales, económicos, sociales y culturales.
5.	No pago de cobro coactivo, de multas por infracción al D12. De fotomultas,
A largo plazo la estructura organizativa de SUNMCOL en su parte organizativa local y nacional tiene previsto establecer programas en formación:
1.	Jurídica, 
2.	Derechos humanos, 
3.	Educación y jóvenes,
4.	Economía propia, 
5.	Cultura,
6.	Paz,
Cada programa tendrá una dinámica articulada en el campo práctico de la investigación y el campo educativo, que fortalezca la relación campo ciudad; Desde ese espacio se valoraran muchos aspectos de la vida comunitaria, las formas de conocimiento y los mismos saberes, así como el manejo racional de los recursos.
El Mototaxista y el Mototrabajador  organizado sindicalmente avanza con dificultades pero con el propósito de enseñar, avanzar, aprender, despertar sentido de pertenencia en sus agremiados, que se visibilice, que se resalten los símbolos y sus significados del trabajo informal, que fomente la investigación, la concertación, el sentido de pertenencia y fortalecimiento de la lucha sindical.
El trabajador informal de la motocicleta, considera que es mediante el diálogo social, concertado, y vinculante como se construye la política pública para el desarrollo y armonía de la sociedad, que respete nuestras características y particularidades. 
La tarea inmediata es recuperar la solidaridad de clase, la reciprocidad social, la voluntad política, para implementar debates legislativos, sobre causas de informalidad y desempleo, instalar mesas de garantía integral, con veeduría popular, reglamentación y desarrollo de políticas públicas que conserven los principios de la concertación y aplicación de la Constitución Nacional y acuerdos internacionales.

#### Perú

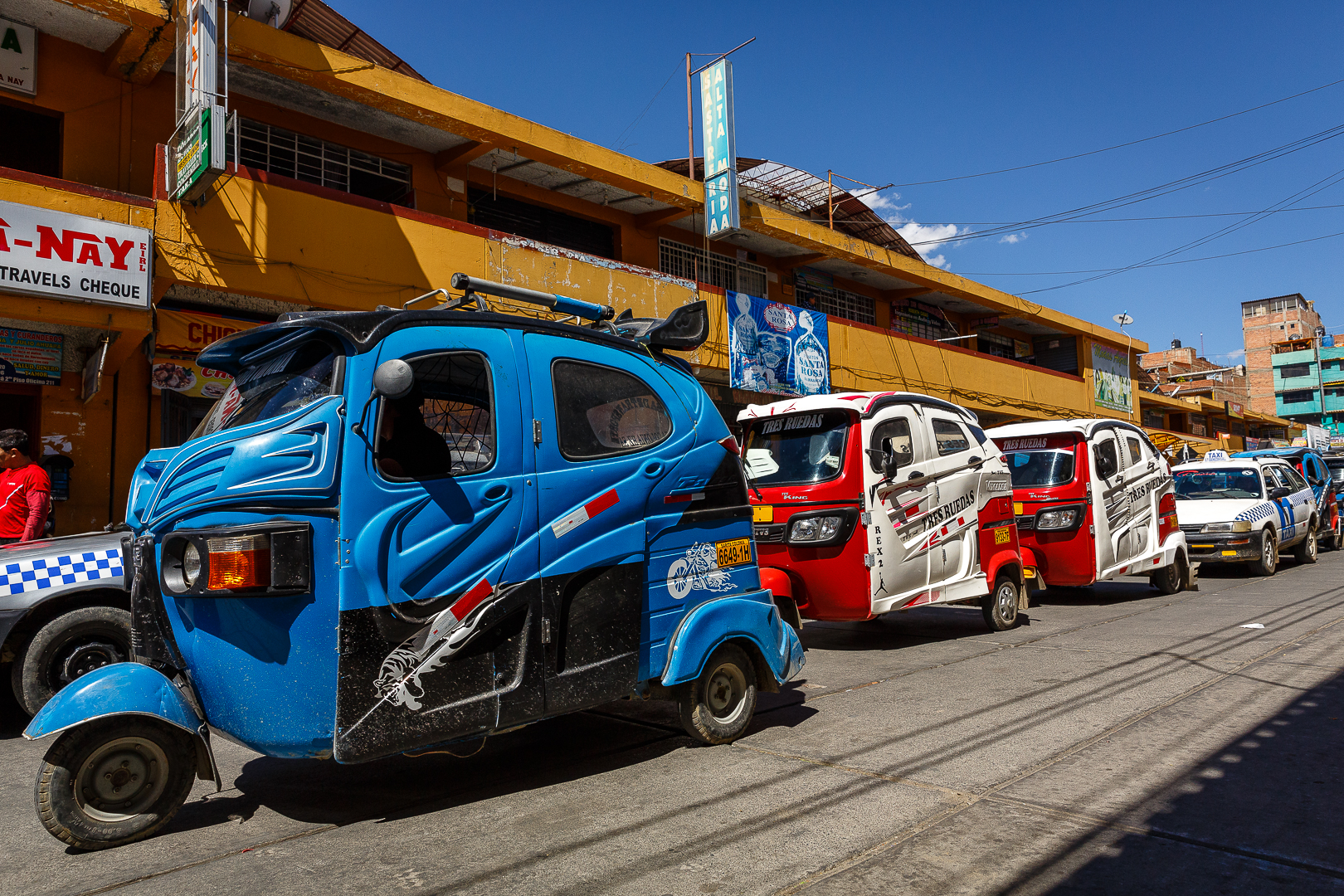
Mototaxis Bajaj en Huaraz.

Los primeros mototaxis llegaron a la selva peruana provenientes de la India. El Perú se convirtió en uno de los primeros países en América Latina en adoptar a los mototaxis dentro de la oferta de transporte público, debido a la adaptabilidad a los diferentes tipos de geografía del país. Fue principalmente en ciudades como Iquitos, Pucallpa o Puerto Maldonado donde se popularizaron desde inicios de los años 80. 
En la década de los 90, se multiplicó la cantidad de mototaxis en el sector automotor debido a la desregulación del transporte de pasajeros llevada a cabo durante el gobierno de Alberto Fujimori, validando desde el Estado el uso de este vehículo como de las combis.

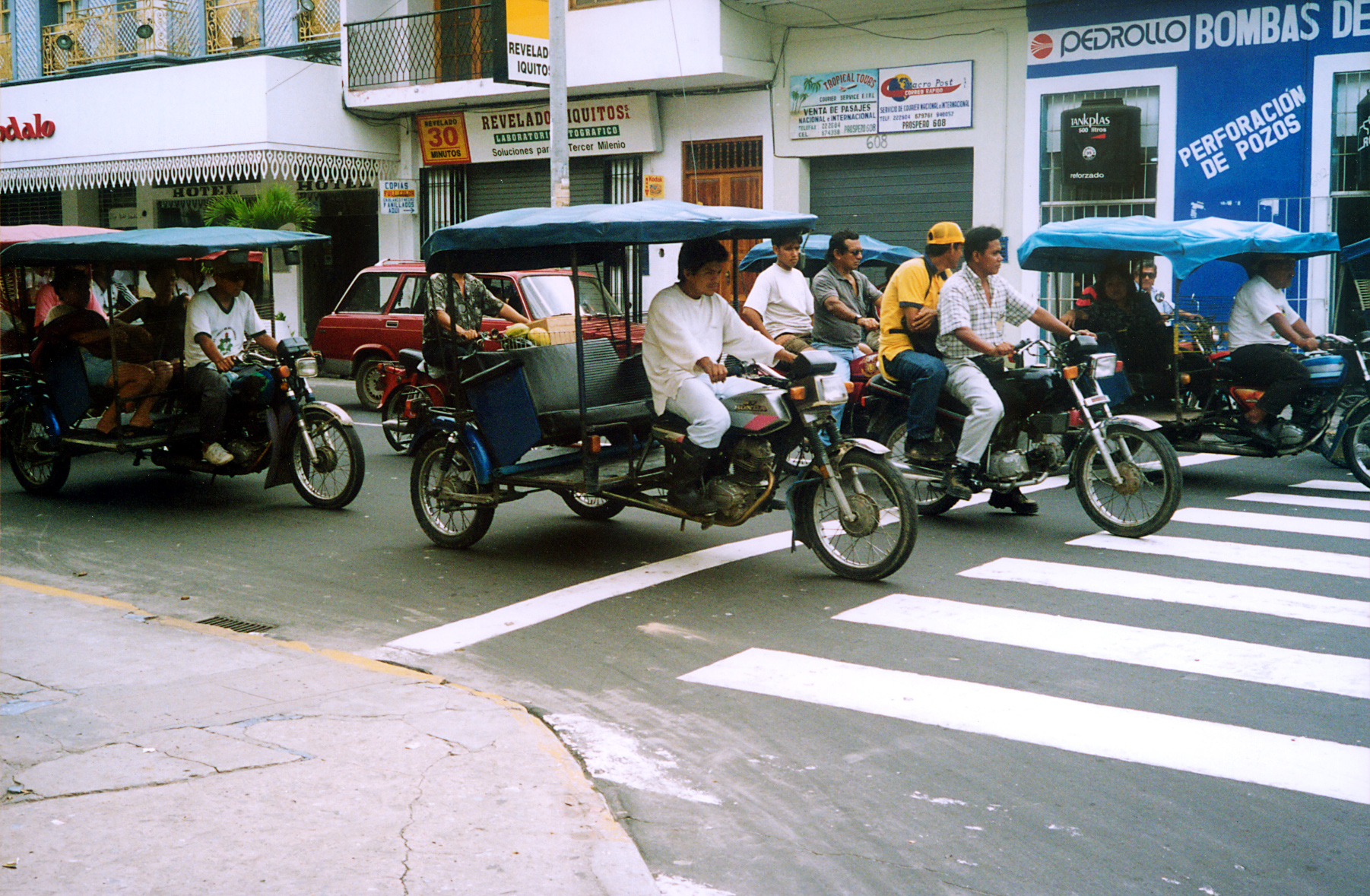
Mototaxis en Iquitos. En esta ciudad abundan los mototaxis adaptados.

El mototaxi se incorporó al transporte público y se convirtió en una herramienta de trabajo para muchos pobladores, originándose una sobreoferta del servicio, que ha desencadenado en la disminución de la calidad del servicio, rebaja de tarifas, baja rentabilidad del negocio, falta de mantenimiento a las unidades, competencia desleal, etc. lo que conlleva al panorama actual que se manifiesta a través de un alto grado de informalidad, alto riesgo de accidentes de tránsito y contribución a empeorar las condiciones ambientales y del tránsito de las principales ciudades.
Hoy en día ya se fabrican en el Perú y es el transporte de pasajeros o de carga más usado en la mayoría de provincias de climas muy calurosos, además de haberse incorporado también a las ciudades de la costa como Trujillo, Chiclayo, Piura, Ica, Tacna, Tumbes  y la capital Lima. Entre las ciudades de la sierra, es el medio de transporte más utilizado en Cajamarca.

#### Bolivia
El mototaxi o más conocido como “Toritos” en Bolivia, se ha convertido en un medio de transporte más popular en los últimos años. Con posible falta de transporte rápido, accesible y económico en algunos lugares, el mercado de mototaxis ha crecido.  Este negocio ha tenido éxito principalmente en ciudades como Cochabamba,  San Ignacio, Santa Cruz de la Sierra y la frontera con  Argentina. Activamente hay alrededor de 1000 conductores operando esta forma de transporte en Bolivia.
Aunque el trabajo mototaxista actualmente no está regulado, ha habido intentos de establecer reglas y pautas para los trabajadores en el pasado.

#### Venezuela
El concepto de mototaxi comenzó a usarse a finales de los años 1990 del siglo XX principalmente en la ciudad de Caracas dados los constantes atascos de tráfico que suelen producirse en las principales vías de la ciudad. Años más tarde, ya entrado el siglo XXI se extendió a otras ciudades del país.
En este país suelen ser unas simples motocicletas identificadas a tal efecto.